# Lekkoatletyka na Letnich Igrzyskach Olimpijskich 1984 – rzut oszczepem kobiet
Rzut oszczepem kobiet podczas XXIII Letnich Igrzysk Olimpijskich w Los Angeles rozegrano 5 (kwalifikacje) i 6 sierpnia 1984 (finał) na stadionie Los Angeles Memorial Coliseum. Zwyciężczynią została reprezentantka Wielkiej Brytanii Tessa Sanderson, która w finale ustanowiła nowy rekord olimpijski rezultatem 69,56 m.
Reprezentantka Grecji Ana Weruli, która zajęła 13. miejsce w kwalifikacjach i nie dostała się do finału, została następnie zdyskwalifikowana z powodu dopingu.

## Rekordy

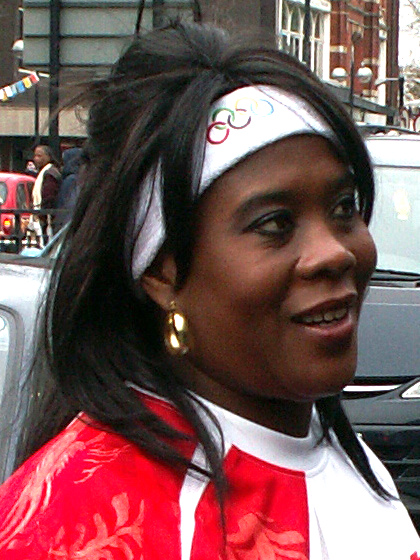
Tessa Sanderson

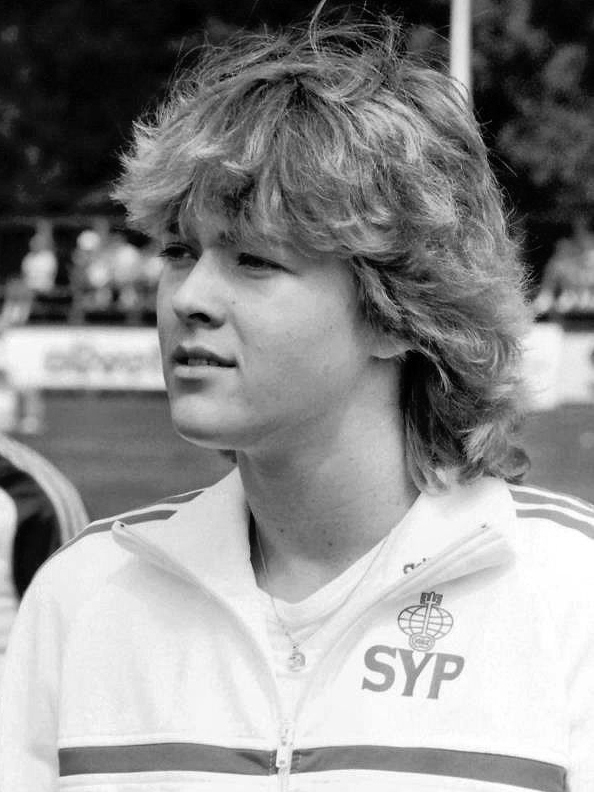
Tiina Lillak

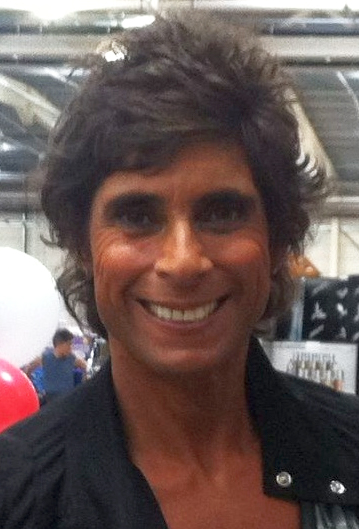
Fatima Whitbread

|                   | Zawodniczka  | Narodowość | Wynik | Data                 | Miejsce |
| ----------------- | ------------ | ---------- | ----- | -------------------- | ------- |
| Rekord świata     | Tiina Lillak | Finlandia  | 74,76 | 13 czerwca 1983(dts) | Tampere |
| Rekord olimpijski | María Colón  | Kuba       | 68,40 | 25 lipca 1980(dts)   | Moskwa  |

## Wyniki
| Poz. - pozycja |
| – rekord świata \| – rekord krajowy \| – rekord życiowy \| = – wyrównany rekord życiowy \| · – najlepszy wynik w sezonie \| = – wyrównany najlepszy wynik w sezonie \| – rekord olimpijski |
| Fn – falstart \| DNF – nie ukończyła \| DNS – nie wystartowała \| DSQ – zdyskwalifikowana                                                                                                  |

### Kwalifikacje
Do finału awansowały zawodniczki, które osiągnęły minimum 60,00 m (Q), względnie 12 najlepszych (gdyby mniej niż 12 zawodniczek osiągnęło minimum, q). Zawodniczki startowały w dwóch grupach (A i B).
| Poz. | Grupa | Zawodniczka        | Reprezentacja     | Próby | Próby | Próby | Wynik | Uwagi |
| Poz. | Grupa | Zawodniczka        | Reprezentacja     | 1     | 2     | 3     | Wynik | Uwagi |
| ---- | ----- | ------------------ | ----------------- | ----- | ----- | ----- | ----- | ----- |
| 1.   | A     | Fatima Whitbread   | Wielka Brytania   | 65,30 | –     | –     | 65,30 | Q     |
| 2.   | A     | Tiina Lillak       | Finlandia         | 63,30 | –     | –     | 63,30 | Q     |
| 3.   | B     | Trine Solberg      | Norwegia          | 62,68 | –     | –     | 62,68 | Q     |
| 4.   | B     | Helena Laine       | Finlandia         | x     | 61,80 | –     | 61,80 | Q     |
| 5.   | B     | Tessa Sanderson    | Wielka Brytania   | 61,58 | –     | –     | 61,58 | Q     |
| 6.   | B     | Beate Peters       | RFN               | 61,56 | –     | –     | 61,56 | Q     |
| 7.   | A     | Karin Smith        | Stany Zjednoczone | 61,38 | –     | –     | 61,38 | Q     |
| 8.   | B     | Sharon Gibson      | Wielka Brytania   | 60,88 | –     | –     | 60,88 | Q     |
| 9.   | A     | Ingrid Thyssen     | RFN               | 60,86 | –     | –     | 60,86 | Q     |
| 10.  | A     | Tuula Laaksalo     | Finlandia         | 59,64 | 60,42 | –     | 60,42 | Q     |
| 11.  | A     | Petra Rivers       | Australia         | 54,29 | 59,12 | x     | 59,12 | q     |
| 12.  | B     | Cathy Sulinski     | Stany Zjednoczone | 54,32 | x     | 59,00 | 59,00 | q     |
| 13.  | B     | Regula Egger       | Szwajcaria        | 56,32 | 57,80 | 57,88 | 57,88 |       |
| 14.  | A     | Emi Matsui         | Japonia           | 55,92 | 57,72 | 55,94 | 57,72 |       |
| 15.  | A     | Fausta Quintavalla | Włochy            | 56,48 | 57,66 | 55.66 | 57,66 |       |
| 16.  | B     | Minori Mori        | Japonia           | 46,88 | 56,60 | x     | 56,60 |       |
| 17.  | A     | Agnès Tchuinté     | Kamerun           | 55,94 | x     | 51,86 | 55,94 |       |
| 18.  | A     | Lynda Sutfin       | Stany Zjednoczone | 55,70 | 51,36 | 55,92 | 55,92 |       |
| 19.  | B     | Zhu Hongyang       | Chiny             | 53,18 | 50,98 | x     | 53,18 |       |
| 20.  | B     | Sonia Smith        | Bermudy           | 51,38 | x     | 52,72 | 52,74 |       |
| 21.  | A     | Lee Hui-cheng      | Chińskie Tajpej   | 51,18 | 52,46 | 49,54 | 52,46 |       |
| 22.  | A     | Íris Grönfeldt     | Islandia          | 47,34 | 48,70 | 48,16 | 48,70 |       |
| 23.  | A     | Jennifer Pace      | Malta             | 47,92 | x     | 47,68 | 47,92 |       |
| –    | B     | Ana Weruli         | Grecja            | 57,72 | x     | 58,62 | 58,62 | DSQ   |
| –    | B     | Iammogapi Launa    | Papua-Nowa Gwinea |       |       |       | DNS   |       |

### Finał
| Poz. | Zawodniczka      | Reprezentacja     | Próby | Próby | Próby | Próby | Próby | Próby | Wynik | Uwagi |
| Poz. | Zawodniczka      | Reprezentacja     | 1     | 2     | 3     | 4     | 5     | 6     | Wynik | Uwagi |
| ---- | ---------------- | ----------------- | ----- | ----- | ----- | ----- | ----- | ----- | ----- | ----- |
| 01 ! | Tessa Sanderson  | Wielka Brytania   | 69,56 | 66,56 | 63,68 | 64,84 | 66,86 | 64,10 | 69,56 | [ 1 ] |
| 02 ! | Tiina Lillak     | Finlandia         | 61,14 | 69,00 | –     | –     | –     | –     | 69,00 |       |
| 03 ! | Fatima Whitbread | Wielka Brytania   | 64,52 | 65,42 | x     | 65,82 | 67,14 | x     | 67,14 |       |
| 4.   | Tuula Laaksalo   | Finlandia         | 58,42 | 61,38 | x     | 66,40 | 59,64 | 65,72 | 66,40 |       |
| 5.   | Trine Solberg    | Norwegia          | 64,52 | 60,90 | x     | x     | x     | x     | 64,52 |       |
| 6.   | Ingrid Thyssen   | RFN               | 61,12 | 63,26 | 55,84 | 55,98 | 60,42 | 58,26 | 63,26 |       |
| 7.   | Beate Peters     | RFN               | 61,84 | 59,90 | x     | 61,24 | 57,98 | 62,34 | 62,34 |       |
| 8.   | Karin Smith      | Stany Zjednoczone | 60,54 | x     | 55,92 | 59,14 | x     | 62,06 | 62,06 |       |
| 9.   | Sharon Gibson    | Wielka Brytania   | 54,96 | x     | 59,66 | NQ    | NQ    | NQ    | 59,66 |       |
| 10.  | Cathy Sulinski   | Stany Zjednoczone | 54,26 | 58,38 | x     | NQ    | NQ    | NQ    | 58,38 |       |
| 11.  | Helena Laine     | Finlandia         | x     | x     | 58,18 | NQ    | NQ    | NQ    | 58,18 |       |
| 12.  | Petra Rivers     | Australia         | 55,88 | 56,20 | x     | NQ    | NQ    | NQ    | 56,20 |       |